# Temple mormon de Kiev
Le Temple des saints des derniers jours de Kiev (couramment nommé Temple de Kiev) situé à Kiev, capitale de l’Ukraine, est le 134e temple de l’Église de Jésus-Christ des saints des derniers jours dans le monde, le 11e en Europe et le premier situé dans l'ancienne Union soviétique. 

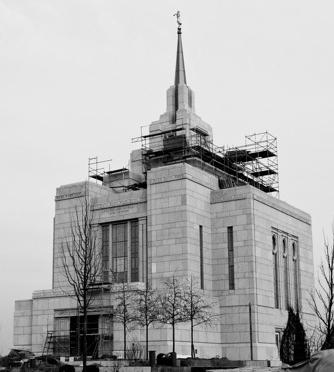
Temple mormon de Kiev, quelque temps avant la fin des travaux.

## Mise en œuvre
Les plans de construction du temple en Ukraine ont été annoncés par l’Église de Jésus-Christ des saints des derniers jours le 20 juillet 1998. Toutefois, le projet a été retardé pendant neuf ans en raison des difficultés pour l’Église à obtenir les trois ou quatre hectares nécessaires au projet. 
Le 23 juin 2007, la question du terrain pour le projet de construction a été résolue par Paul B. Pieper, alors premier conseiller dans la présidence de l'interrégion de l'Europe de l'Est de l'Église.

## Inauguration
Il a été inauguré le 29 août 2010 par Thomas S. Monson, président de l'Église
.